# 西シベリア経済地区

西シベリア経済地区の位置

西シベリア経済地区(にしシベリアけいざいちく、ロシア語: За́падно-Сиби́рский экономи́ческий райо́н/Zapadno-Sibirsky ekonomichesky rayon)はロシアの12の経済地区の1つ。
2015年の人口は約1656万人。(11.5%)2008年の国内総生産の21%を占める。
全国平均より高い
- 1人当たりGDP：+50%
- 賃金：+33%

全国平均と同等
- 新民間セクターの労働者の割合
- 平均寿命
- 高等教育を受ける学生の割合

全国平均より低い
- 民営化した元国営企業の労働者の割合
- 生活の向上への希望
- 国内経済の評価

北部は平野・湿地が広がり人口は希薄である。南部は丘が多く、豊富な天然資源(石油、石炭、木材、水)によって経済的重要性が高まっている。西シベリア石油盆地には広大な油田が有り、オムスクにはロシア最大の製油所が有る。ケメロヴォとノヴォクズネツクの周りのクズネツク盆地は石炭採掘、製鉄、製鋼、機械工業、化学工業の中心地である。ノボシビルスクとカメン・ナ・オビの近くのオビ川には水力発電所が有る。オビ川・エルティシ川分水界はこの地域の殆どを覆う。

南部にはシベリア鉄道、南シベリア鉄道、トルキスタン・シベリア鉄道が走る。小麦や米、燕麦、甜菜、家畜の生産が盛んである。

## 行政区画
シベリア連邦管区
- アルタイ地方
- アルタイ共和国
- ケメロヴォ州
- ノヴォシビルスク州
- オムスク州
- トムスク州

ウラル連邦管区
- ハンティ・マンシ自治管区
- チュメニ州
- ヤマロ・ネネツ自治管区